# جورج کلگ
جورج کلگ (انگلیسی: George Clegg؛ زادهٔ ۱۶ نوامبر ۱۹۸۰) بازیکن فوتبال اهل بریتانیا است.
از باشگاه‌هایی که در آن بازی کرده‌است می‌توان به باشگاه فوتبال بری، باشگاه فوتبال منچستر یونایتد، باشگاه فوتبال ووستر سیتی، باشگاه فوتبال رویال آنتورپ، باشگاه فوتبال نورتویچ ویکتوریا، و باشگاه فوتبال وایکام واندررز اشاره کرد.